# Congreso de Todos los Progresistas
El Congreso de Todos los Progresistas es un partido político en Nigeria, que se formó el 6 de febrero de 2013 antes de las elecciones de 2015. Es el mayor partido político del país.

## Resultados electorales

### Elecciones presidenciales
|  | 53.96 % |

|  | 55.60 % |

|  | 36.61 % |

### Elecciones parlamentarias
| Año  | Cámara de Representantes | Cámara de Representantes | Cámara de Representantes | Senado  | Senado   | Senado |
| Año  | Escaños                  | +/–                      | Posición                 | Escaños | Posición | +/–    |
| ---- | ------------------------ | ------------------------ | ------------------------ | ------- | -------- | ------ |
| 2015 | 212/360                  |                          | 1º                       | 60/109  |          | 1º     |
| 2019 | 202/360                  | 10                       | 1º                       | 64/109  | 4        | 1º     |
| 2023 | 176/360                  | 41                       | 1º                       | 59/109  | 5        | 1º     |